# Wahl zur Nordirland-Versammlung 2022
- PBP: 1
- SF: 27
- SDLP: 8
- Alliance: 17
- Unabh.: 2
- UUP: 9
- DUP: 25
- TUV: 1

- SF: 4
- Alliance: 2
- UUP: 1
- DUP: 3

- Nationalisten: 35
- Andere: 18
- Unionisten: 37

Die Wahl zur Nordirland-Versammlung 2022, der Northern Ireland Assembly, fand am 5. Mai 2022 statt.

## Vorgeschichte

### Verzögerte Regierungsbildung nach der Wahl 2017
Die letzte Wahl fand am 2. März 2017 statt. Die nach Stimmen und Sitzen stärkste Partei wurde die unionistische Democratic Unionist Party (DUP), dicht gefolgt von der irisch-republikanischen Sinn Féin. Außerdem waren noch fünf weitere Parteien und eine unabhängige Abgeordnete im Parlament im Stormont vertreten. Nach den Bestimmungen des Karfreitagsabkommens hätte danach eine Regierung gebildet werden sollen, in der Vertreter aller größeren Parteien anteilmäßig vertreten sein sollten. Den Posten des Ersten Ministers (First Minister) kann nach dem Karfreitagsabkommen die stärkste Partei besetzen und den Posten des stellvertretenden Ersten Ministers (Deputy First Minister) die stärkste Partei aus dem jeweils anderen politischen Lager. Beide Posten sind miteinander verknüpft und müssen gemeinsam besetzt sein. Die Regierungsbildung nach der Wahl 2017 gestaltete sich aufgrund der Kompromisslosigkeit der Parteien außerordentlich schwierig und Nordirland blieb zunächst ohne funktionsfähige Regierung. Ein Kern-Streitpunkt war die Forderung Sinn Féins nach einem offiziellen Status für die irische Sprache in Nordirland, was die DUP ablehnte.
Aufgrund der anhaltenden de-facto-Arbeitsunfähigkeit der nordirischen Exekutive und Legislative verabschiedete das britische Unterhaus in London am 10. Juli 2019 den Northern Ireland (Executive Formation and Exercise of Functions) Act 2019. Damit übernahm das Unterhaus vorübergehend Kompetenzbereiche, die eigentlich der Nordirland-Versammlung zustanden. Mit dem Gesetz wurden unter anderem die gleichgeschlechtliche Ehe legalisiert und das restriktive Abtreibungsrecht Nordirlands an die liberaleren Bestimmungen des Vereinigten Königreichs angeglichen. Außerdem wurden zwei Budgets für Nordirland verabschiedet. In Reaktion auf die neuen Regelungen kam es zu einer bemerkenswerten temporären Umkehrung der Verhältnisse. Die unionistische DUP, die sich gegen die Liberalisierung der Abtreibung und die gleichgeschlechtliche Ehe ausgesprochen hatte, sprach von einem „Verstoß gegen die Devolution“, während die irisch-republikanische Sinn Féin, die beide Regelungen befürwortete, die „Einmischung“ des Parlaments in Westminster in die nordirischen Angelegenheiten guthieß, da dies „in Übereinstimmung mit den Bestimmungen des Karfreitagsabkommens“ geschehen sei.

### Regierungsbildung 2020 und -kollaps 2022
Drei Jahre nach der letzten Wahl einigten sich die Streitparteien am 9. Januar 2020 in einem Abkommen, das unter der Bezeichnung New Decade, New Approach bekannt wurde. Die Einigung wurde durch einen großen Finanzzuschuss der Regierung in London ermöglicht, der insbesondere dem unterfinanzierten Gesundheitssystem Nordirlands (National Health Service) zugutekam. Hinsichtlich des Streitpunkts der irischen Sprache sah das Abkommen u. a. die Schaffung eines Kommissars für die irische Sprache (Irish language commissioner) und eines Kommissars für Ulster Scots (Ulster Scots commissioner) vor. Am 12. Januar 2020 wurde eine neue Regierung mit Arlene Foster (DUP) und Michelle O’Neill (Sinn Féin) als First Minister bzw. Deputy First Minister gebildet. Die Social Democratic and Labour Party (SDLP), die Alliance Party of Northern Ireland und die Ulster Unionist Party (UUP) waren ebenfalls personell an der Regierung beteiligt.
Am 14. Juni 2021 trat Arlene Foster von ihrem Amt als Erste Ministerin zurück, nachdem ihr innerparteilich das Misstrauen ausgesprochen worden war. Zu ihrem Nachfolger wählte die DUP Paul Givan. Seine Amtszeit währte jedoch nur etwa ein halbes Jahr. Am 3. Februar 2022 erklärte auch er seinen Rücktritt vom Amt des First Minister. Als Grund nannte er die Opposition der DUP zum sogenannten Northern Ireland Protocol, das Sonderregelungen für Nordirland nach dem EU-Austritt des Vereinigten Königreichs enthält.
In Reaktion auf die politische Instabilität und erneute politische Krise in Nordirland verabschiedete das britische Unterhaus am 7. Februar 2022 ein Gesetz, das den Umgang mit künftigen ähnlichen Krisen erleichtern soll. Unter anderem wurde die bisherige automatische Verpflichtung der britischen Regierung zur Ansetzung von Neuwahlen bei Nichtbesetzung der Ämter des Ersten und stellvertretenden Ersten Ministers abgeschafft. Die Nordirland-Versammlung soll in Zukunft mindestens sechs Monate auch ohne gebildete Regierung tagen dürfen.
Für den 5. Mai 2022 wurde die Neuwahl zur Nordirland-Versammlung angesetzt.

## Wahlmodus
Die Wahl fand, wie schon die vorangegangenen Wahlen, nach einem Präferenzwahlsystem (single transferable vote) statt. Die 18 Wahlkreise waren dieselben wie die für das Parlament in Westminster. In jedem wurden fünf Abgeordnete für das 90-köpfige Parlament gewählt. Um die 90 Mandate bewarben sich insgesamt 239 Kandidaten. Wahlberechtigt waren alle über 18-jährigen Bewohner Nordirlands, die entweder die britische oder die Staatsangehörigkeit eines EU-Mitgliedsstaates hatten. Auch Staatsangehörige eines Commonwealth-Mitgliedsstaates, die eine dauerhafte Aufenthaltsberechtigung im Vereinigten Königreich und Nordirland hatten, waren wahlberechtigt. Um wählen zu können, musste man sich bis zum 25. April 2022 in das Wählerregister eintragen lassen.
Die Wahl fand am 5. Mai 2022 zwischen 7 Uhr morgens und 22 Uhr abends statt.

## Ausgangslage und Wahlkampf
Bei allen Regionalwahlen in Nordirland seit 1998 kam die stärkste Partei stets aus dem unionistischen Lager und konnte damit den Posten des First Ministers besetzen. Seit 2003 war dies die DUP. Bei der Wahl 2022 bestand die Perspektive, dass zum ersten Mal eine Partei aus dem republikanischen Lager, Sinn Féin, zur stärksten Partei avancieren würde, da die DUP zuletzt relativ schwach abgeschnitten hatte. Um ihre Stimmenanteile nicht zu sehr zu zersplittern, stellte die DUP daher weniger Kandidaten auf. Im unionistischen Lager konkurrierten mit ihr die gemäßigtere Ulster Unionist Party (UUP) und die radikalere Traditional Unionist Voice (TUV). Im republikanischen Lager strebte die gemäßigtere Social Democratic and Labour Party (SDLP)  danach, ihre Position als drittstärkste Partei im Parlament zu behaupten und den Sitzanteil auszubauen. Im Fokus stand dabei vor allem der Wahlkreis Strangford. Besonders von Interesse waren die Parteien des „dritten Lagers“, die sich nicht eindeutig unionistisch oder republikanisch positionieren: Die Alliance Party of Northern Ireland und die Green Party of Northern Ireland hatten in den letzten Jahren an Stimmen gewonnen.

Nordirische Spitzenpolitiker
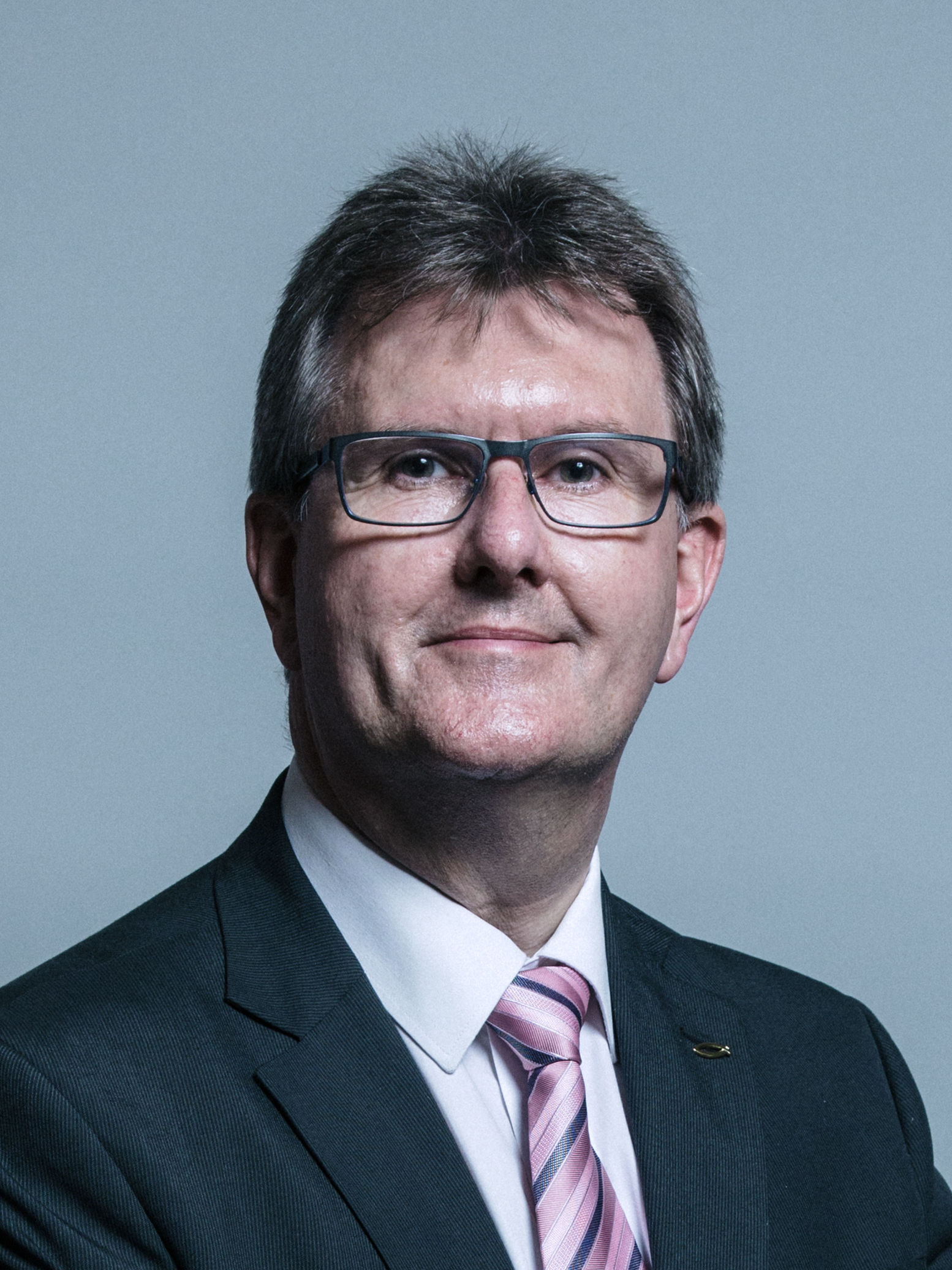
Jeffrey Donaldson DUP
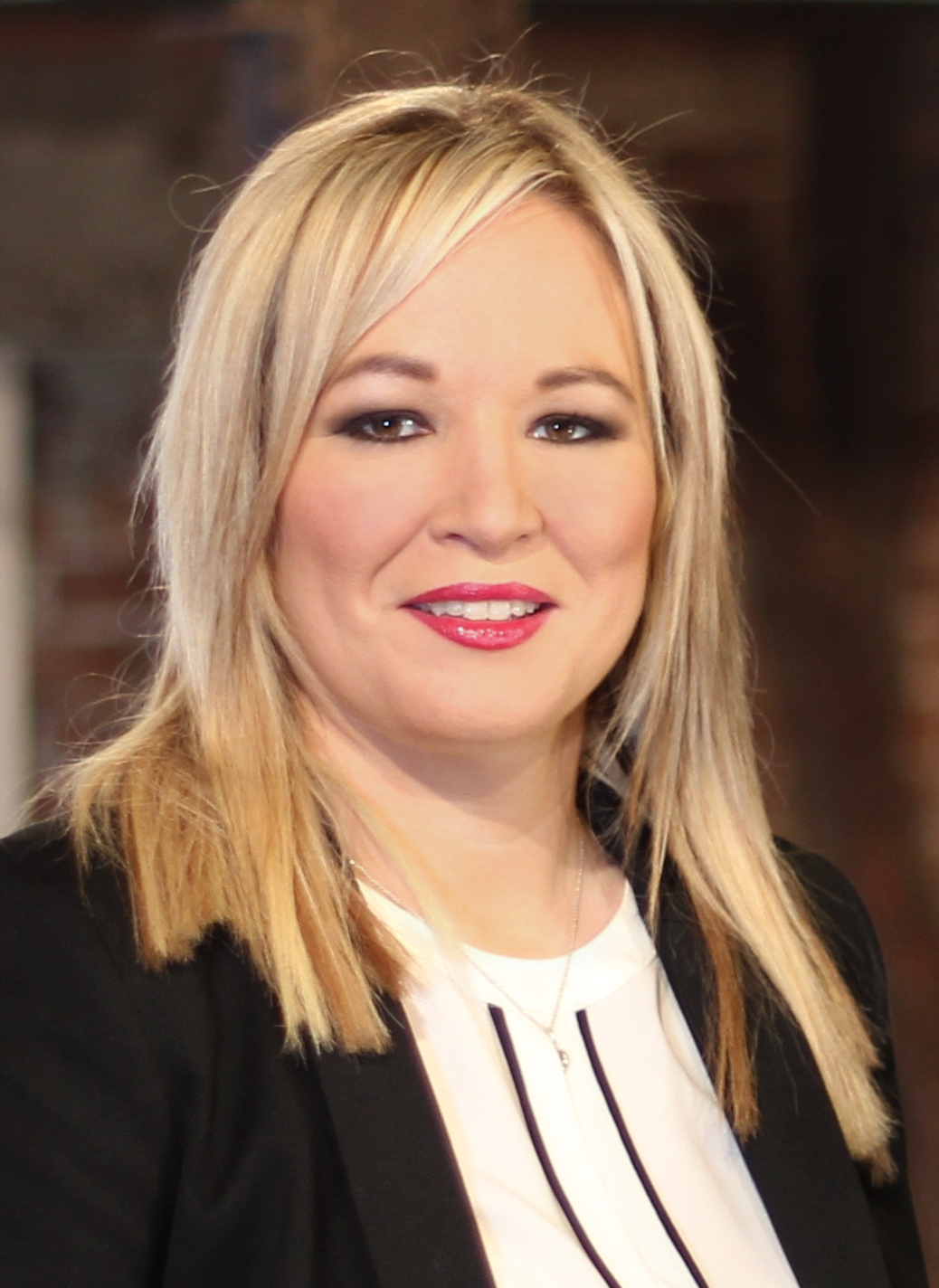
Michelle O’Neill Sinn Féin
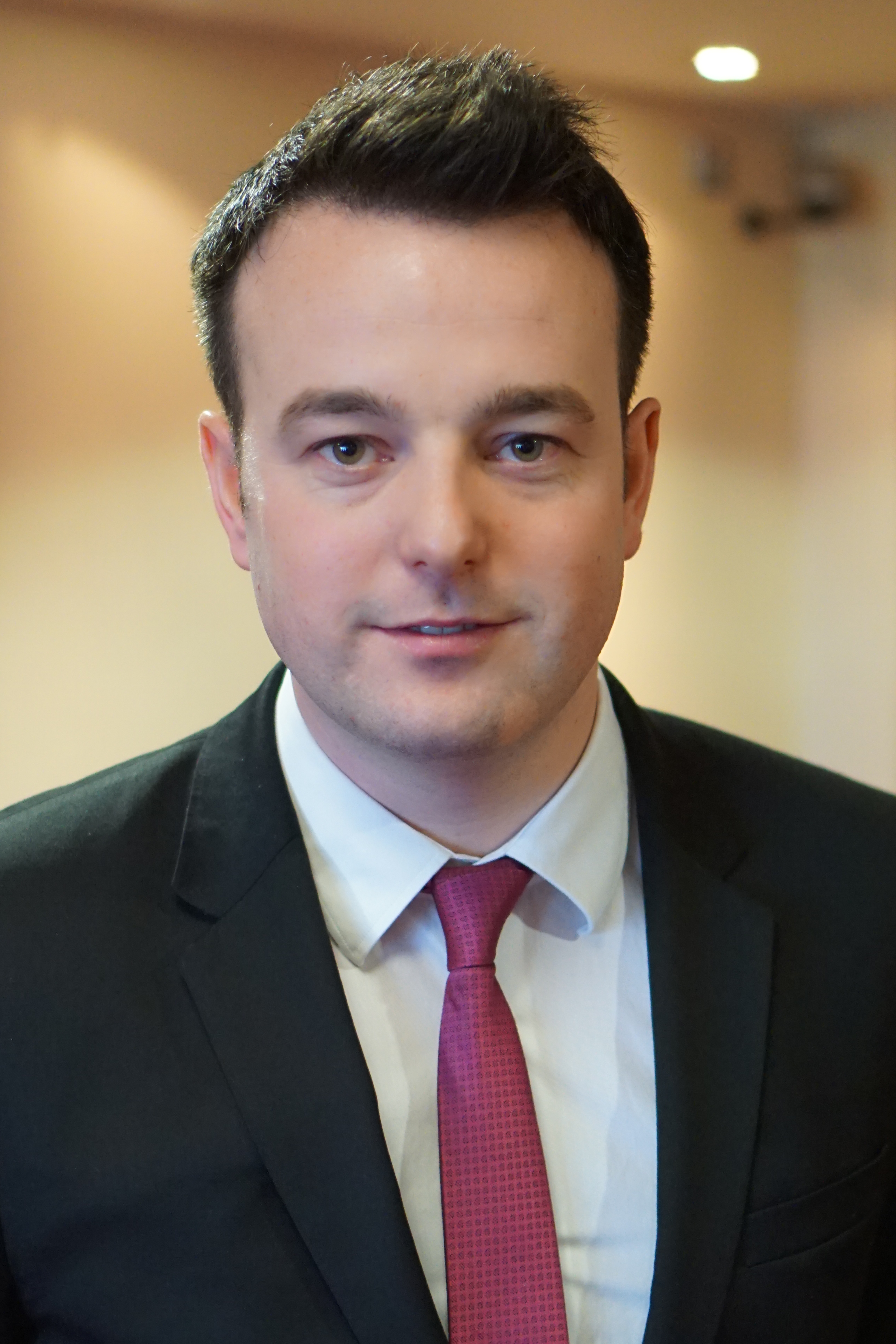
Colum Eastwood SDLP
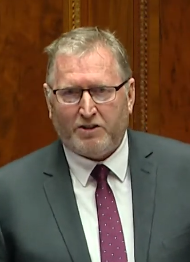
Doug Beattie UUP
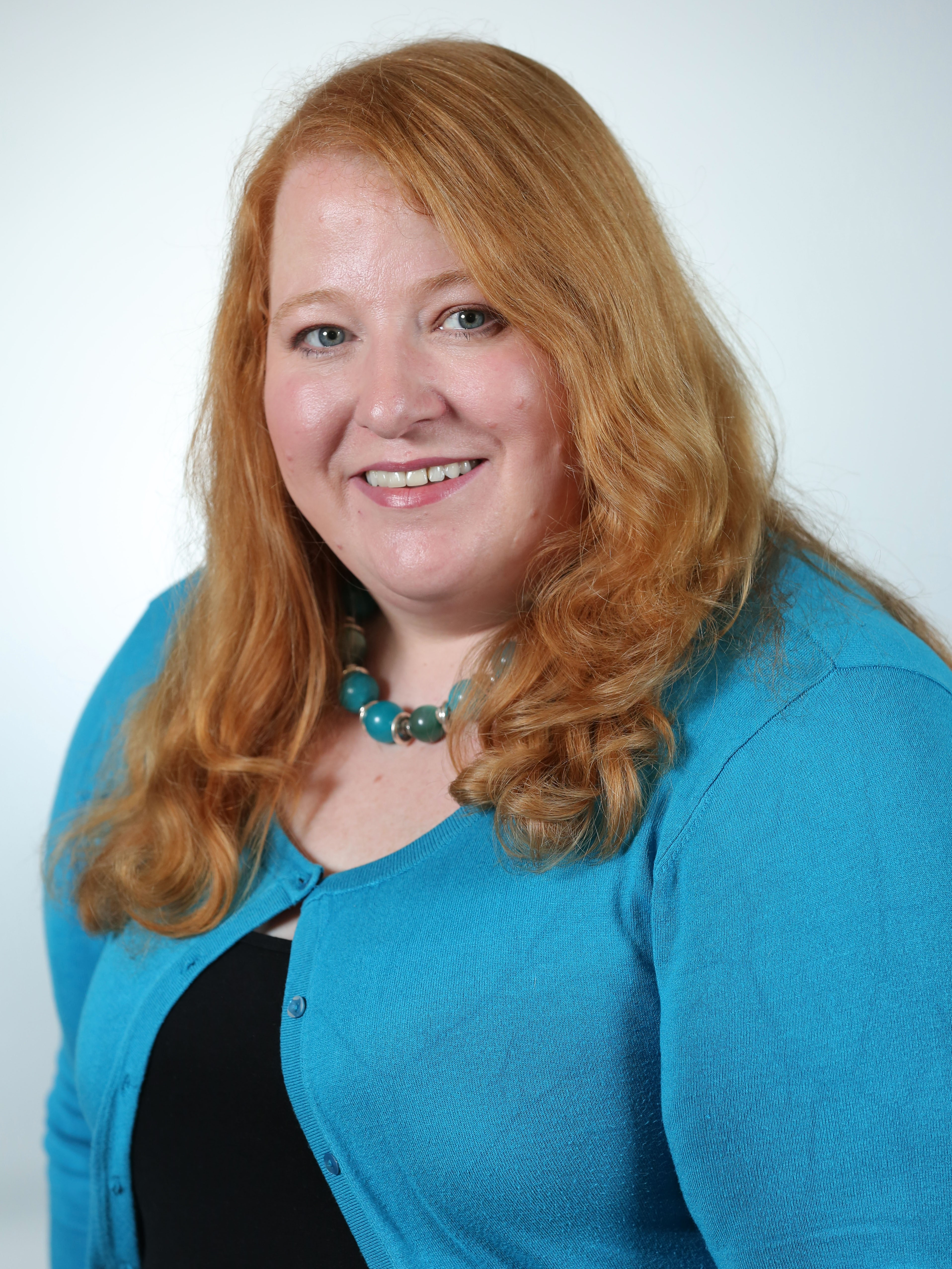
Naomi Long Alliance
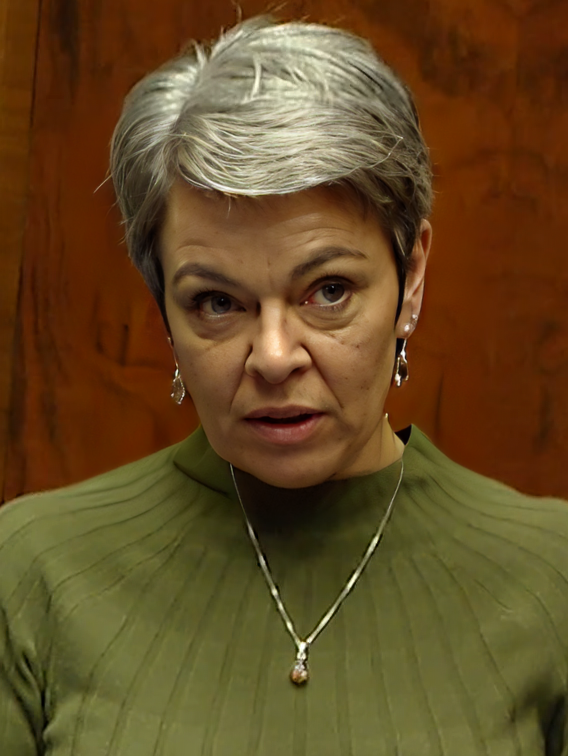
Clare Bailey Green Party
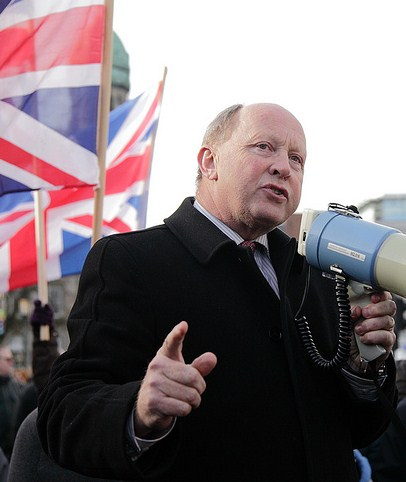
Jim Allister TUV
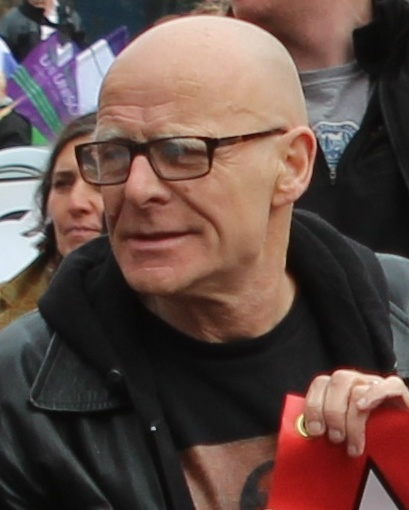
Eamonn McCann PBP

## Ergebnis

In jedem der 18 Wahlkreise wurden 5 Abgeordnete gewählt. Die Farben der Kästchen repräsentieren die Parteizugehörigkeit.

Stimmen erster Präferenz (in Prozent) nach Wahlkreisen und Parteien

| Wahl zur Nordirland-Versammlung 2022            | Wahl zur Nordirland-Versammlung 2022            | Wahl zur Nordirland-Versammlung 2022 | Wahl zur Nordirland-Versammlung 2022 | Wahl zur Nordirland-Versammlung 2022 | Wahl zur Nordirland-Versammlung 2022 | Wahl zur Nordirland-Versammlung 2022 | Wahl zur Nordirland-Versammlung 2022 | Wahl zur Nordirland-Versammlung 2022 |
| Partei                                          | Partei                                          | Stimmen 1. Präferenz                 | Stimmen 1. Präferenz                 | Stimmen 1. Präferenz                 | Sitze                                | Sitze                                | Sitze                                | Sitze                                |
| Partei                                          | Partei                                          | Zahl                                 | %                                    | +/-                                  | Zahl Kandi- daten                    | Zahl                                 | +/-                                  | %                                    |
| ----------------------------------------------- | ----------------------------------------------- | ------------------------------------ | ------------------------------------ | ------------------------------------ | ------------------------------------ | ------------------------------------ | ------------------------------------ | ------------------------------------ |
|                                                 | Sinn Féin                                       | 250.388                              | 29,0 %                               | ▲ 1,1 %                              | 34                                   | 27                                   | ▬                                    | 30,0 %                               |
|                                                 | DUP                                             | 184.002                              | 21,3 %                               | ▼ 6,7 %                              | 30                                   | 25                                   | ▼ 3                                  | 27,8 %                               |
|                                                 | Alliance                                        | 116.681                              | 13,5 %                               | ▲ 4,5 %                              | 24                                   | 17                                   | ▲ 9                                  | 18,9 %                               |
|                                                 | UUP                                             | 96.390                               | 11,2 %                               | ▼ 1,7 %                              | 27                                   | 9                                    | ▼ 1                                  | 10,0 %                               |
|                                                 | SDLP                                            | 78.237                               | 9,1 %                                | ▼ 2,9 %                              | 22                                   | 8                                    | ▼ 4                                  | 8,9 %                                |
|                                                 | TUV                                             | 65.788                               | 7,6 %                                | ▲ 5,1 %                              | 19                                   | 1                                    | ▬                                    | 1,1 %                                |
|                                                 | Greens                                          | 16.433                               | 1,9 %                                | ▼ 0,4 %                              | 18                                   | 0                                    | ▼ 2                                  | 0,0 %                                |
|                                                 | Aontú                                           | 12.777                               | 1,5 %                                | Neu                                  | 12                                   | 0                                    | Neu                                  | 0,0 %                                |
|                                                 | PBP                                             | 9.798                                | 1,1 %                                | ▼ 0,6 %                              | 12                                   | 1                                    | ▬                                    | 1,1 %                                |
|                                                 | PUP                                             | 2.665                                | 0,3 %                                | ▼ 0,4 %                              | 3                                    | 0                                    | ▬                                    | 0,0 %                                |
|                                                 | IRSP                                            | 1.869                                | 0,2 %                                | Neu                                  | 2                                    | 0                                    | Neu                                  | 0,0 %                                |
|                                                 | Workers’ Party                                  | 839                                  | 0,1 %                                | ▼ 0,1 %                              | 6                                    | 0                                    | ▬                                    | 0,0 %                                |
|                                                 | Labour Alternative                              | 602                                  | 0,0 %                                | ▼ 0,3 %                              | 1                                    | 0                                    | ▬                                    | 0,0 %                                |
|                                                 | Socialist Party                                 | 524                                  | 0,0 %                                | Neu                                  | 2                                    | 0                                    | Neu                                  | 0,0 %                                |
|                                                 | Conservatives                                   | 254                                  | 0,0 %                                | ▼ 0,3 %                              | 1                                    | 0                                    | ▬                                    | 0,0 %                                |
|                                                 | Heritage Party                                  | 128                                  | 0,0 %                                | Neu                                  | 1                                    | 0                                    | Neu                                  | 0,0 %                                |
|                                                 | Resume Party                                    | 13                                   | 0,0 %                                | Neu                                  | 1                                    | 0                                    | Neu                                  | 0,0 %                                |
|                                                 | Unabhängige                                     | 25.315                               | 2,9 %                                | ▲ 1,1 %                              | 24                                   | 2                                    | ▲ 1                                  | 2,2 %                                |
| Gültige Stimmen                                 | Gültige Stimmen                                 | 862.703                              | 100,0 %                              |                                      | 239                                  | 90                                   | ▬                                    | 100,0 %                              |
| Ungültige Stimmen                               | Ungültige Stimmen                               | 11.084                               |                                      |                                      |                                      |                                      |                                      |                                      |
| Abgegebene Stimmen                              | Abgegebene Stimmen                              | 873.787                              |                                      |                                      |                                      |                                      |                                      |                                      |
| Anzahl der Wahlberechtigten und Wahlbeteiligung | Anzahl der Wahlberechtigten und Wahlbeteiligung | 1.373.731                            | 63,61 %                              | ▼ 1,17 %                             |                                      |                                      |                                      |                                      |

## Bewertung
Erstmals in der Geschichte der Wahlen zur Nordirland-Versammlung konnte mit Sinn Féin eine republikanische Partei die meisten Erst-Präferenzen und Sitze bei einer Wahl gewinnen. Damit hatte Sinn Féin auch erstmals das Recht den Ersten Minister zu nominieren. Weiterer Gewinner der Wahl war die Alliance Party, die ihre Sitzanzahl mehr als verdoppeln konnte. Die radikal-unionistische TUV konnte mit 7,6 % ihren Stimmenanteil mehr als verdoppeln, aber die gewonnenen Mandate aufgrund zu starker Stimmenzersplitterung nicht steigern. Die deutlichsten Verluste erlitt die DUP, die mit 21,3 % ihr bislang schlechtestes Ergebnis seit dem Karfreitagsabkommen 1998 erzielte. Sie blieb damit allerdings weiterhin stärkste Partei im unionistischen Lager. Auch die SDLP verlor deutlich an Mandaten und landete nur auf dem fünften Platz. Die UUP büßte ein Mandat ein, und die Green Party verlor ihre beiden Parlamentsmandate. Im neu gewählten Parlament waren auch zwei parteilose unionistische Abgeordnete vertreten, Claire Sugden aus dem Wahlkreis East Londonderry und Alex Easton aus dem Wahlkreis North Down. Das gesamte Parlament umfasste damit 37 unionistische Abgeordnete (25 DUP, 9 UUP, 1 TUV, 2 Parteilose), 35 irisch-republikanische Abgeordnete (27 SF, 8 SDLP) und 18 weitere, in dieser Frage nicht positionierte Abgeordnete (17 Alliance, 1 PBP).

## Entwicklung nach der Wahl
Nach der Wahl verkündete der Vorsitzende der unterlegenen DUP, Jeffrey Donaldson, dass seine Partei keiner Regierungsbildung zustimmen werde, solange das Nordirland-Protokoll nicht abgeändert werde. Es werde fortwährende politische Instabilitäten geben, wenn die britische Regierung in dieser Frage nicht handle. Die anderen Parteien drängten auf eine schnelle Regierungsbildung, auch da ohne diese kein neuer Haushalt und damit keine Auszahlung vorhandener Gelder erfolgen kann. Die britische und die irische Regierung forderten die Parteien zu einer schnellen Regierungsbildung auf. Vor der konstituierenden Sitzung des neu gewählten Parlaments am  13. Mai 2022 erklärte Donaldson, dass die DUP die Wahl eines Speakers des Parlaments verweigere und verhinderte somit die Konstituierung des Parlaments. Solange die DUP keinen Kandidaten für den Posten des Co-Regierungschefs nominiert, bleiben die Mitglieder des bisherigen Kabinetts bis auf Weiteres geschäftsführend im Amt. Sollte es binnen sechs Monaten keine Lösung des Problems geben, kann der Nordirlandminister der britischen Regierung, derzeit Christopher Heaton-Harris, Neuwahlen anberaumen.